# Magdalena Georgieva
Magdalena Stojanova Georgieva, bolgarska veslačica, * 7. december 1962, Plovdiv.
Georgieva je za Bolgarijo nastopila na Poletnih olimpijskih igrah 1988 v Seulu, kjer je v enojcu osvojila bronasto medaljo.